# Anthony (Nou Mèxic)
Anthony és una població dels Estats Units a l'estat de Nou Mèxic. Segons el cens del 2000 tenia 7.904 habitants.

## Demografia
Segons el cens del 2000, Anthony tenia 7.904 habitants, 2.077 habitatges, i 1.858 famílies. La densitat de població era de 772,6 habitants per km².
Dels 2.077 habitatges en un 57,7% hi vivien nens de menys de 18 anys, en un 59,7% hi vivien parelles casades, en un 25,2% dones solteres, i en un 10,5% no eren unitats familiars. En el 8,9% dels habitatges hi vivien persones soles el 3,9% de les quals corresponia a persones de 65 anys o més que vivien soles. El nombre mitjà de persones vivint en cada habitatge era de 3,81 i el nombre mitjà de persones que vivien en cada família era de 4,02.
Per edats la població es repartia de la següent manera: un 39,7% tenia menys de 18 anys, un 12% entre 18 i 24, un 26,3% entre 25 i 44, un 14,7% de 45 a 60 i un 7,2% 65 anys o més.
L'edat mediana era de 24 anys. Per cada 100 dones de 18 o més anys hi havia 85 homes.
La renda mediana per habitatge era de 22.547 $ i la renda mediana per família de 24.298 $. Els homes tenien una renda mediana de 23.307 $ mentre que les dones 17.757 $. La renda per capita de la població era de 6.674 $. Aproximadament el 33,2% de les famílies i el 38% de la població estaven per davall del llindar de pobresa.

## Poblacions més properes
El següent diagrama mostra les poblacions més properes.